# Чужоземка (телесеріал)
Чужоземка (англ. Outlander) — драматичний фантастичний телесеріал, знятий за серією романів Діани Геблдон. Над створенням стрічки працювало дві країни — США та Велика Британія. Вперше трансляція серіалу відбулася 9 серпня 2014 року на телеканалі Starz.

## Сюжет
В епіцентрі подій серіалу знаходиться Клер Рендал. У часи Другої світової війни вона служила медичною сестрою. Під час відпочинку зі своїм чоловіком в Шотландії з Клер трапляється дивна річ — вона з 1945 року потрапляє в далекий 1743 рік. Тут назріває громадянська війна. Головна героїня зустрічає шотландця Джеймі Фрейзера. Розуміючи, що з цієї часової петлі їй не вибратись, вона починає вчитися жити за новими «старими» правилами.

## Актори
9 липня 2013 року Сем Г'юен першим приєднався до телепроєкту на головну роль Джеймі Фрейзера. Тобайас Мензіс був другим актором з офіційно заявлених 8 серпня 2013 на подвійну роль Френка і Джонатана Рендал. 4 вересня 2013 року Грем Мак-Тавіш і Гері Льюїс приєдналися до акторського складу в ролі братів Дугала і Колума Маккензі. 11 вересня 2013, всього за місяць до початку знімання, було оголошено про затвердження ірландської актриси та колишньої моделі Катріни Балф на головну роль. У жовтні 2013 до основного складу також приєдналися володарка «Срібного леопарда» Лотта Вербеке в ролі Гейліс Данкан і Лора Доннеллі в ролі Дженні, сестри Джеймі. На більшість ролей були обрані актори з Великої Британії.

## Нагороди та номінації
Телесеріал двічі отримував приз глядацьких симпатій «Вибір народу» та приз «Вибір телевізійних критиків»

## Знімання
Місцем знімання стала Шотландія. Саме тут в жовтні 2013 розпочалась робота над серіалом. Другий сезон знімали також в Шотландії.
Місто Інвернесс знімалося у Фолкленді, а кам'яне коло Крейк-на-Дун в Раннох-Мур. Знімання замку Ліох відбувалося біля замку Дун, а знімання форту Вільям — у замку Блекнесс.